# Спальный корпус юнкерского кадетского училища
Спальный корпус юнкерского кадетского училища — здание в городе Новочеркасске Ростовской области. Памятник архитектуры регионального значения.
Расположено на углу проспекта Ермака (д. 55) и Комитетской ул. (д. 61).

## История
Здание бывшего спального корпуса юнкерского кадетского училища находится на перекрёстке проспекта Ермака и Комитетской улицы.
Изначально здание принадлежало Ефремовым из старочеркасского клана Данилы Ефремова.
С 1869 году в здании был спальный корпус Новочеркасского казачьего училища, которое занимало весь квартал города до площади Ермака. Новочеркасское казачье училище было открыто в августе 1869 года и сначала называлось Новочеркасским урядничьим училищем. В училище обучались 114 донских казаков и 6 астраханских. С 1871 года это учебное заведение стало называться Новочеркасским казачьим юнкерским училищем, а обучавшиеся в нём казаки стали именоваться не урядниками, а юнкерами. Училище во время своего пребывания в Новочеркасске посещали императоры и великие князья. Сохранился альбом с пребыванием в училище великого князя Бориса Владимировича (третий сын великого князя Владимира Александровича и великой княгини Марии Павловны, внук императора Александра II).
Учившиеся в училище астраханские казаки в 1880 году были переведены в Оренбургское казачье юнкерское училище, а Новочеркасское стали готовить офицеров для Донского казачьего войска. В 1901 году во всех юнкерских училищах, включая казачьих, был увеличен с 2 до 3 лет срок обучения. Один год всех принятых в училище казаков приводили к единому уровню подготовки, так как сюда поступали молодые люди с разным уровнем подготовки и образованием от приходского училища до гимназии. В 1905 году был увеличен со 120 до 180 человек штат юнкеров Новочеркасского казачьего училища.
К 1910 году все юнкерские училища были преобразованы в военные, поэтому бывшее юнкерское училище в Новочеркасске стало именоваться Новочеркасским казачьим военным училищем. В Первую мировую войну штат училища увеличили до 420 юнкеров. Юнкеров готовили по ускоренному курсу обучения, всего за 4 месяца. Юнкерам присваивали чин прапорщика.
В феврале 1918 года, когда город Новочеркасск заняли красные, юнкера казачьего училища ушли в так называемый Степной поход, который возглавил генерал-майор Попов П. Х. После создания на Дону Всевеликого войска Донского во главе с генералом Русской императорской армии, атаманом Петром Николаевичем Красновым было восстановлено и казачье училище, которое получило в 1918 году звание Атаманского.
В годы советской власти училище было закрыто. В настоящее время здание является культурным наследием города (Решение малого совета № 325, 17.12.92 года). Здесь располагается военная гостиница квартирно-эксплуатационной части (КЭЧ).

## Архитектура
Здание двухэтажное со скругленным углом построено в архитектурном стиле ампир. Построено здание в середине XIX века. В его уличных фасадах использованы элементы классицизма (пилястры, обрамления окон, сандрики, межэтажный карниз). Фасад оштукатурен и окрашен в желтый цвет. Мелкие архитектурные элементы выделены белым цветом. Окна стандартные, прямоугольные. Крыша четырёхскатная, покрыта шифером.